# كيرك ونايت
كيرك ونايت (بالإنجليزية: Kirk Knight)‏ هو منتج أسطوانات وملحن أمريكي، ولد في 16 نوفمبر 1995 في نيويورك في الولايات المتحدة.

## وصلات خارجية
- الموقع الرسمي
- كيرك ونايت على موقع IMDb (الإنجليزية)
- كيرك ونايت على موقع ميوزك برينز (الإنجليزية)
- كيرك ونايت على موقع ديسكوغز (الإنجليزية)